# N-Methyl-N-nitrosoethylamin
N-Methyl-N-nitrosoethylamin ist eine chemische Verbindung aus der Gruppe der Nitrosamine.

## Vorkommen
N-Methyl-N-nitrosoethylamin wurde in Zigarettenrauch, Fleischprodukten und Abwasser nachgewiesen.

## Regulierung
Über den Safe Drinking Water and Toxic Enforcement Act of 1986 besteht in Kalifornien seit dem 1. Oktober 1989 eine Kennzeichnungspflicht für Produkte, die N-Methyl-N-nitrosoethylamin enthalten.